# 牟氏鮄杜父魚
牟氏鮄杜父魚，為輻鰭魚綱鮋形目杜父魚亞目杜父魚科的其中一種，為溫帶海水魚，分布於北大西洋格陵蘭、冰島、美國東北部、加拿大、北歐大西洋岸海域，棲息深度7-530公尺，體長可達20公分，棲息在沙底質底層水域，以多毛類、甲殼類為食，生活習性不明。

## 扩展阅读
維基物種上的相關：牟氏鮄杜父魚